# SHORT LEG SUMMER
SHORT LEG SUMMER（ショート・レッグ・サマー）は千葉県出身の4人組ロックバンドである。2003年結成。2007年avex traxよりメジャーデビュー。

## 綱要
2001年に前身となるバンドを設立するが解散。東野ハマジ一人で続けメンバーを探し
2005年にファーストCDを自主販売。2007年6月にメジャーデビュー。
歌声は串田アキラに通じるものがある。

## メンバー
- 東野ハマジ（1981年8月14日 - ）ボーカル
- ミスターピンキー堀口（1980年6月5日 - ）ギター
- デンジャー今西（1984年9月18日 - ）ベース
- ダイスケハンサム（1983年6月28日 - ）ドラム

## ディスコグラフィー

### シングル
1. 新柏-柏二番街デート編-（2007年4月4日）柏市限定発売
  1. 新柏-柏二番街デート編-
2. 路地裏に咲く花（2007年6月6日）
  1. 路地裏に咲く花
  2. バイバイベイベー
3. キラキラ（2007年9月19日）
  1. キラキラ
  2. シェリー
  3. バイバイベイベー ～2007年7月26日「関東ギターエロス」より～
  4. 路地裏に咲く花 ～2007年7月26日「関東ギターエロス」より～
4. だから、ずっとそばにいろよ/炎のランニングバック/Song of Power（2008年1月23日）
  1. だから、ずっとそばにいろよ
  2. 炎のランニングバック
テレビ東京系アニメ『アイシールド21』オープニングテーマ。
  3. Song of Power
テレビ東京系アニメ『アイシールド21』エンディングテーマ。
5. 向風（2008年7月23日）
  1. 向風
  2. 帰り道

### ミニアルバム
1. SHORT LEG SUMMER（完売）
  1. 路地裏に咲く花
  2. ステキな時代に
  3. 天使が舞い降りた!? 　
  4. 夏だ!!祭りだ!!短足ワッショイ!!
  5. わすれもの

- 東野ハマジ（1981年8月14日##眠れる森の彼女

1. 1. 風船フワリ
2. ONLY LONELY ROCK（2005年）
  1. 銃声グッバイ
  2. F.F
  3. 恋のレター
  4. 新柏
  5. 春
  6. 夕日川原
  7. 夜が笑う

### DVD
1. SHORT LEG SUMMER～君が好きだ（2006年8月2日）
短編映画

## 出演

### ラジオ
- シェケナ BAY!BAY!（bayfm）

### テレビドラマ
- 新・警視庁捜査一課9係（2009年、テレビ朝日） 第8話（DVDでは第7話）本人役